# Juliana Suter
Juliana Suter (ur. 23 kwietnia 1998) – szwajcarska narciarka alpejska, dwukrotna medalistka mistrzostw świata juniorów.

## Kariera
Po raz pierwszy na arenie międzynarodowej pojawiła się 26 listopada 2014 roku w Davos, gdzie w zawodach FIS zajęła 42. miejsce w supergigancie. W 2018 roku wzięła udział w mistrzostwach świata juniorów w Davos, zdobywając srebrny medal w zjeździe. Ponadto podczas rozgrywanych rok później mistrzostw świata juniorów w Val di Fassa wywalczyła w tej samej konkurencji złoty medal.
W Pucharze Świata zadebiutowała 27 stycznia 2019 roku w Garmisch-Partenkirchen, gdzie zajęła 18. miejsce w zjeździe. Tym samym już w debiucie zdobyła pierwsze pucharowe punkty.
Jej siostry Jasmina i Raphaela także uprawiają narciarstwo alpejskie.

## Osiągnięcia

### Mistrzostwa świata juniorów
| Miejsce | Dzień     | Rok  | Miejscowość  | Konkurencja | Czas biegu | Strata | Zwyciężczyni       |
| ------- | --------- | ---- | ------------ | ----------- | ---------- | ------ | ------------------ |
| DNF     | 4 lutego  | 2018 | Davos        | Supergigant | 1:12,22    | -      | Kajsa Vickhoff Lie |
| 2.      | 8 lutego  | 2018 | Davos        | Zjazd       | 1:10,10    | +0,28  | Kajsa Vickhoff Lie |
| DNF     | 24 lutego | 2019 | Val di Fassa | Supergigant | 1:14,54    | -      | Hannah Sæthereng   |
| DNF1    | 24 lutego | 2019 | Val di Fassa | Kombinacja  | 2:03,77    | –      | Nicole Good        |
| 1.      | 27 lutego | 2019 | Val di Fassa | Zjazd       | 1:23,91    | –      | –                  |

### Puchar Świata

#### Miejsca w klasyfikacji generalnej
- sezon 2018/2019: 110.
- sezon 2019/2020: 140.
- sezon 2020/2021: 124.
- sezon 2021/2022:

#### Miejsca na podium w zawodach
Suter nie stanęła na podium zawodów PŚ.